# 235º Reggimento addestramento volontari "Piceno"
Il 235º Reggimento addestramento volontari "Piceno" (235º RAV "Piceno") dell'Esercito Italiano ha sede presso la caserma "Emidio Clementi" di Ascoli Piceno e dipendente dal Raggruppamento unità addestrative. L'unità prese parte sia alla prima che alla seconda guerra mondiale; in quest'ultimo conflitto fu parte della 152ª Divisione fanteria "Piceno" che concorse alla formazione del Gruppo di Combattimento "Piceno", attivo nell'Esercito Cobelligerante Italiano al fianco degli Alleati nella guerra di liberazione. Sciolto nel 1946, riprese vita venti anni dopo come 235º Battaglione fanteria "Piceno", poi evoluto nell'attuale Reggimento.

## Storia
Il Reggimento è l'erede del 235º Reggimento fanteria, formatosi ad Ascoli dal deposito del 17º Reggimento fanteria, che era inquadrato insieme al 236º Reggimento fanteria nella Brigata "Piceno", costituita il 6 febbraio 1917.

### Prima guerra mondiale (1917-1918)

Mostrina del 235º Reggimento fanteria brigata "Piceno" in uso nella Prima guerra mondiale

Prese parte alle fasi finali della prima guerra mondiale partecipando alle campagne che ebbero luogo tra l'Isonzo e la Val Lagarina, in particolare nel 1917 nei settori di Vallarsa, Redipuglia, Soleschiano, Selo Korite, Posina e del Pasubio. Fu nel corso dell'agosto del 1917 che il 235º Piceno combatté quella che sarebbe poi divenuta nota come la decima battaglia dell'Isonzo lanciandosi all'assalto delle postazioni austro-ungariche nei pressi di Selo Korite e affrontando le mitragliatrici avversarie sul fronte delle Alpi Giulie. Fu citato nel bollettino di guerra n. 819 del Comando supremo ove si legge che i fanti della Brigata Piceno e quelli del 235º Reggimento riuscirono a spingersi più avanti degli altri sorpassando, seppur con gravi perdite, le trincee nemiche.
Il 1918 vide l'unità in linea nei settori del Pasubio, Cosmagnon, Vallarsa, Terragnolo e Rovereto. In questo anno di guerra il 235º Piceno operò quindi sul fronte Trentino mantenendo la posizione sul Dente Italiano del monte Pasubio, estrema linea italiana. Per il valore dimostrato, la sua bandiera di guerra fu insignita della "Croce di Cavaliere" dell'Ordine militare di Savoia e di una medaglia d'argento al valor militare, oltre alla già citata menzione nel bollettino del Comando supremo; il suo gemello 236º della "Croce di Cavaliere" e di una medaglia di bronzo al valor militare. Al termine del conflitto, il 235º Reggimento aveva avuto 8 ufficiali e 178 fanti caduti per la Patria. I suoi uomini vennero decorati con trentanove medaglie d'argento e sette medaglie di bronzo al valor militare.
Il reggimento venne sciolto nel dicembre 1918, per poi ritornare nuovamente in vita da marzo a settembre 1919 e quindi nuovamente sciolto.

### Seconda guerra mondiale (1939-1945)

Soldati del Gruppo di Combattimento "Piceno" con uniformi britanniche si addestrano ad un pezzo di artiglieria

Il 20 settembre del 1941 venne ricostituito il 235º Reggimento fanteria "Piceno", il quale il 1º dicembre dello stesso anno venne ridenominato 383º Reggimento fanteria "Venezia" ed assegnato alla 19ª Divisione fanteria "Venezia".
Il 1º gennaio 1942 il reggimento viene riformato a Chieti dal deposito del 14º Reggimento fanteria ed ha in organico: comando e compagnia comando, tre battaglioni fucilieri, compagnia mortai da 81 mm, compagnia cannoni da 47/32. Il 20 febbraio entrò, insieme al gemello 236º ed al 152º artiglieria nella 152ª Divisione fanteria "Piceno". Evitato lo scioglimento dovuto ai fatti dell'8 settembre poiché si trovava in Puglia in una zona non controllata dai tedeschi, continuò a fare parte della divisione, fornendo anche salmerie da combattimento, fino a che non viene prescelto per far parte del Gruppo di Combattimento "Piceno", nato come parte del Corpo Italiano di Liberazione e infine inquadrato nell'Esercito Cobelligerante Italiano, dotato di materiali britannici a causa della scarsità di divise e armamento individuale italiano. Dal 31 gennaio 1945 venne ridislocato a Cesano di Roma; rinominato 1º Reggimento "Raccolta e smistamento" gestì il personale in rientro dai Balcani dopo l'armistizio; venne soppresso il 31 gennaio 1946.

### Dopoguerra

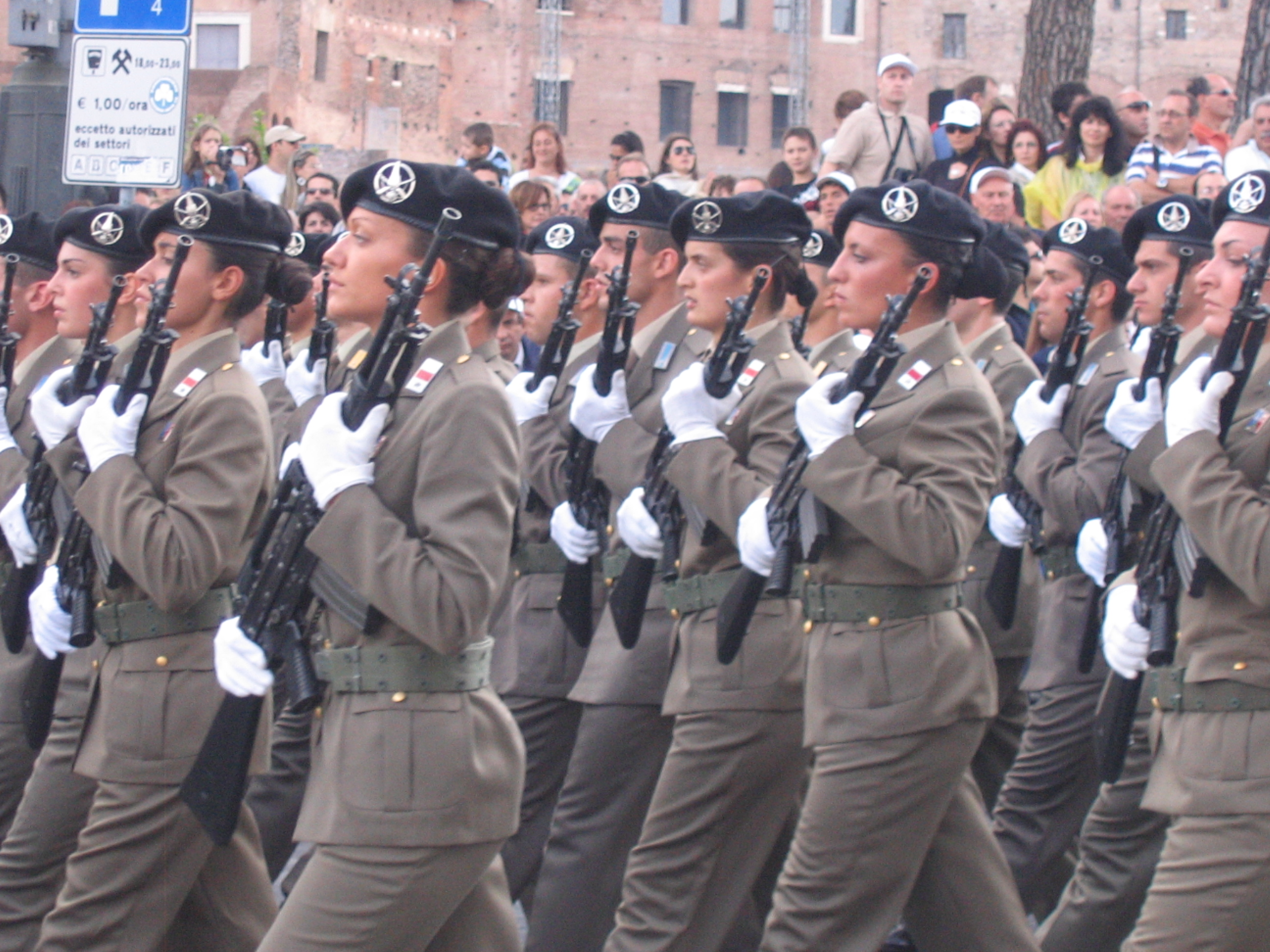
235º Reggimento fanteria "Piceno", con estese componenti femminili, in sfilata per la Festa della Repubblica Italiana il 2 giugno 2007

Il 1º gennaio 1976 venne ricostituito nella Caserma Clementi in Ascoli Piceno il 235º Battaglione fanteria "Piceno" al quale furono affidate bandiera e tradizioni del reggimento; destinato all'addestramento delle reclute, il 10 febbraio 1994 il battaglione venne inquadrato nel ricostituito 235º Reggimento "Piceno", il primo (e fino alla fine del 2012 l'unico) a vedersi assegnato per l'addestramento di base il personale femminile. Il 235º RAV è specializzato nell'addestramento di base dei volontari in ferma prefissata di un anno (VFP1).

## Struttura
Il 235º Reggimento "Piceno" è una componente del Centro Addestramento Volontari (CAV), l'ex Raggruppamento unità addestrative (RUA), che a sua volta dipende gerarchicamente dalla Scuola di fanteria dell'Esercito Italiano. È costituito da un comando di reggimento, una compagnia comando e supporto logistico e un battaglione addestrativo, a sua volta suddiviso in tre compagnie (1ª Selo Korite, 2ª Pasubio e 3ª Rovereto). Precedentemente, il battaglione aveva anche una 4ª compagnia, ora non più esistente.

## Descrizione araldica dello stemma
Lo scudo sannitico è partito d'azzurro e di rosso: nella prima partizione, in campo azzurro, colore che rappresenta il valor militare, è raffigurata l'alabarda argentea (detta anche "Lancia di San Sergio"), che compare nello stemma di Trieste, in ricordo del combattimento di Selo Korite. La lancia è sormontata da una stella d'argento posta come riferimento simbolico del conferimento della medaglia d'argento al valor militare assegnata alla bandiera del reggimento nella stessa battaglia. Nella seconda partizione, in campo rosso, colore attribuito al sacrificio supremo, è rappresentato l'Arco Romano per indicare l'appartenenza del reparto al Gruppo di combattimento Piceno negli anni 1943-1944. Nella terza partizione, in campo oro, vi è una pianta di rovere, sradicata e fruttata, rappresentata come nello stemma di Rovereto, città in cui il reggimento entrò il 3 novembre 1918 dopo aver sconfitto le forze austriache sul Pasubio.
Come ornamenti esteriori sullo scudo appare una corona turrita d'oro, accompagnata sotto da nastri annodati nella corona, scendenti e svolazzanti in sbarra e in banda al lato dello scudo, rappresentativi delle ricompense al Valore. Nastro dai colori dell'Ordine militare d'Italia accollato alla punta dello scudo con l'insegna pendente al centro. Sotto lo scudo su lista bifida d'oro, svolazzante con la concavità rivolta verso l'alto, il motto: "Sempre nella vittoria".

## Decorazioni alla bandiera di guerra
Nella sua storia il 235º Reggimento "Piceno" ha ricevuto le seguenti onorificenze alla bandiera:

## Insegne e simboli
- Il Reggimento indossa il fregio della Fanteria (composto da due fucili incrociati sormontati da una bomba con una fiamma dritta). Al centro nel tondino è riportato il numero "235".
- Le mostrine del reggimento sono rettangolari di colore bianco con banda centrale rossa. Alla base della mostrina si trova la stella argentata a 5 punte bordata di nero, simbolo delle forze armate italiane.